# Meijin 1976
Il Meijin 1976 è stata la prima edizione del torneo goistico giapponese Meijin dopo il passaggio della sponsorizzazione dallo Yomiuri Shimbun allo Asahi Shimbun, in conseguenza la numerazione è stata azzerata ma la continuità con il vecchio titolo è stata mantenuto con la qualificazione del detentore Hideo Otake direttamente alla finale.

## Torneo
- W indica vittoria col bianco
- B indica vittoria col nero
- X indica la sconfitta
- +R indica che la partita si è conclusa per abbandono
- +N indica lo scarto dei punti a fine partita
- +F indica la vittoria per forfeit
- +? indica una vittoria con scarto sconosciuto
- V indica una vittoria in cui non si conosce scarto e colore del giocatore

| Giocatore         | Y.I. | H.F. | E.S. | U.H. | R.K. | T.Y. | S.K. | T.K. | N.K. | Risultato | Note                    |
| ----------------- | ---- | ---- | ---- | ---- | ---- | ---- | ---- | ---- | ---- | --------- | ----------------------- |
| Yoshio Ishida     | –    | B+R  | X    | B+14 | B+2  | X    | B+R  | W+2  | W+R  | 6-2       | Qualificato alla finale |
| Hideyuki Fujisawa | X    | –    | X    | W+2  | X    | B+5  | X    | X    | B+R  | 3-5       | Retrocesso              |
| Eio Sakata        | B+4  | W+R  | –    | X    | X    | W+R  | W+R  | X    | X    | 4-4       |                         |
| Utaro Hashimoto   | X    | X    | W+R  | –    | X    | B+R  | B+R  | X    | B+R  | 4-4       |                         |
| Rin Kaiho         | X    | B+R  | W+16 | B+R  | –    | W+R  | X    | W+R  | B+R  | 6-2       |                         |
| Toshiro Yamabe    | B+5  | X    | X    | X    | X    | –    | X    | X    | X    | 1-7       | Retrocesso              |
| Shuchi Kubouchi   | X    | W+1  | X    | X    | W+R  | B+R  | –    | B+R  | X    | 4-4       |                         |
| Takeo Kajiwara    | X    | B+R  | W+9  | B+R  | X    | W+R  | X    | –    | X    | 4-4       |                         |
| Norio Kudo        | X    | X    | B+1  | X    | X    | B+R  | W+R  | B+6  | –    | 4-4       | Retrocesso              |

Norio Kudo e Takeo Kajiwara disputarono uno spareggio che vide vincitore Kajiwara (B+1), pertanto Kudo fu retrocesso.

## Finale
La finale è stata una sfida al meglio delle sette partite.